# Замок Говран

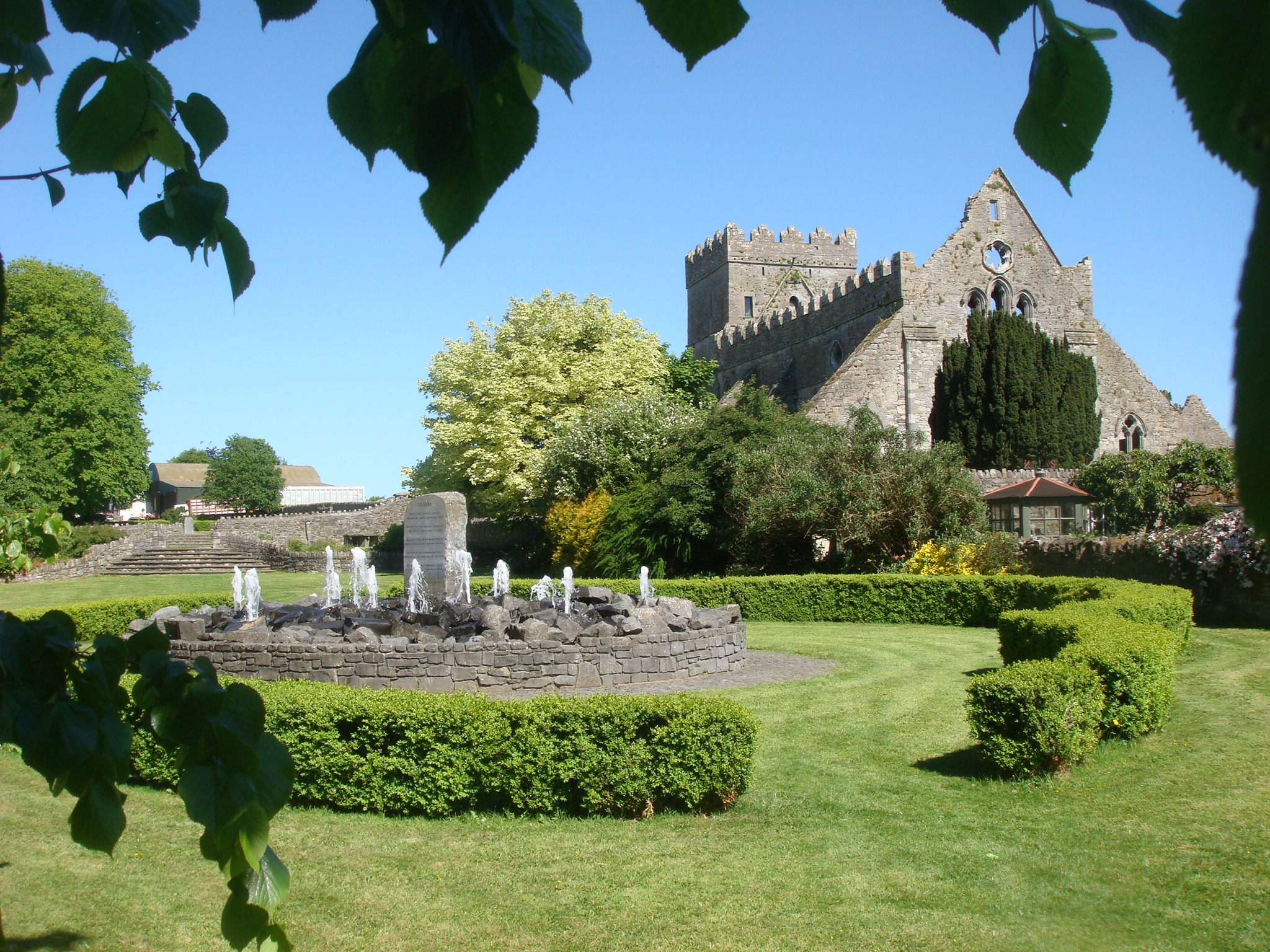
Церква Святої марії та руїни замку Говран 1385 року будівництва.

Замок Говран (англ. Gowran Castle, ірл. Caisleán na Gabhrán) — замок Гавран, Габран — один із замків Ірландії, розташований в графстві Кілкенні, в селищі Гавран. У 2013—2014 роках були проведені реставраційні роботи з відновлення замку та садиби Гавран. Біля замку є давня церква Святої Марії — пам'ятка історії та архітектури Ірландії, місце поховання графів Ормонд починаючи з XIV століття.

## Історія замку Говран
Замок Говран збудував у 1385 році Джеймс Батлер — ІІІ граф Ормонд біля однойменного селища Гавран або Габран. Замок став його основною резиденцією. Тому Джеймса Батлера інколи називали граф Гавран. У 1391 році Джеймс Батлер купив замок Кілкенні і більшу частину графства Кілкенні. Джеймс Батлер помер у замку Говран в 1405 році і був похований в монастирській церкві Святої Марії біля могили свого батька — Джеймса Батлера — ІІ графа Ормонд. Його дідом був Джеймс Батлер — І граф Ормонд. Його прадідом був Едмунд Батлер — граф Каррік, VI Головний Батлер Ірландії. (Батлер — почесна посада — виночерпій короля Англії, що був одночасно королем Ірландії). Джеймса Батлера — ІІ графа Ормонд називали ще Шляхетний Граф — він був правнуком по ліні матері короля Англії Едварда І.
На місці, де був побудований замок Говран було селище і фортеця задовго до приходу норманів в Ірландію, задовго до англо-норманського завоювання Ірландії в 1169 році. Тут була фортеця королів ірландського королівства Оссорі (Осрайге). Тому королів Оссорі часто називали королі Гавран. Вожді клану О'Доннхада (Данфі) (ірл. — O'Donnchadha) були володарями фортеці Гавран і земель навколо. Назви навколишніх земель та селищ були Рахваун, Рахках, Рахкусак, Рахгарван — у всіх цих назвах присутнє слово Рах — битва. Багато назв мають слово Дун — фортеця. Селище Дунгарван є одним з прикладів селища, де колись була фортеця кельтського клану. Біля замку Говран були виявлені численні археологічні артефакти давнини, зокрема камені Огам III—IV століть з відповідними огамічними написами. Нині вони виставлені біля руїн церкви Святої Марії. Вважається, що селище і фортеця тут існують більше 2000 років.
Неподалік від замку Говран є стародавня церква Туллагерін та кругла вежа, що датуються VI століттям. Недалеко від замку є Фрістоун-Хілл, де археологи виявили поселення Бронзової та Залізної доби, де були знайдені монети Римської імперії та численні артефакти різних епох. Археологічні розкопки тут проводились в 1948 та в 1951 роках.
Батлери — графи Ормонд володіли цими землями протягом 500 років. Після англо-норманського завоювання Ірландії 1169 року король Англії дарував ці землі Батлерам. Землі були загальною площею більше 44 000 акрів. Маєток Говран отримав Теобальд ФітцВолтер — Теобальд Волтер, що отримав титул І барона Батлер і почесний титул І чашника (виночерпія) Ірландії.
Крім будівництва замку Говран Батлери збудували низку інших замків на цих землях для захисту своїх володінь він ірландських кланів, що намагались повернути собі свободу і свої землі. Це замок Баллішон (Баллішоунмор) біля селища Гавран, замок Нейгам за 4 км від замку Говран, замок Полстаун за 3 км від замку Говран.
Під час повстання за незалежність Ірландії 1641 року над замком здійнявся прапор Ірландської конфедерації. Замок обложив Олівер Кромвель в 1650 році. Замок штурмували. Обстрілювали артилерією — замок був сильно зруйнований. Наступні 300 років землями навколо замку Говран володіла родина Агар. Кілька поколінь родини Агар жили в відбудованому замку Говран і були поховані біля церкви святої Марії.

## Хроніки замку Говран
- 489 рік — королів Оссорі (Осрайге) називають королями Гавран
- 754 рік — відбулась битва Белах Гавран (ірл. — Bealach Gabhrán) біля фортеці Гавран
- 938 рік — фортеця Гавран була центром земель Оскелан та Огенті, що входили до складу королівства Оссорі. Землями володів клан О'Доннхада. Одним із королів Оссорі в той час був Мак Гіолла Падрайг (ірл. — Mac Giolla Padraig) — «Син Слуги Святого Патріка».
- 1169 рік англо-норманське завоювання цих земель
- 1385 рік — Джеймс Батлер — ІІІ граф Ормонд будує замок Говран біля міського муру і робить його своїм постійним місцем проживання.
- 1391 рік — Джеймс Батлер — ІІІ граф Ормонд купив замок Кілкенні і велику частину графства Кілкенні
- 1501 рік — Маргарет ФітцДжеральд — графиня Ормонд перебудувала замок Говран Вона також прикрасила монастирську церкву Святої Марії
- 1650 рік — Олівер Кромвель і його армія атакує замок Говран і сильно пошкоджує його.
- 1710 рік — володарем замку Говран стає Льюїс Чайгно — Дублінський торговець.
- 1713 рік — Генрі Агар відбудовує замок недалеко від замку Батлерів з використанням матеріалів з колишнього замку.
- 1747 рік — після смерті Генрі Агара в 1746 році його вдова Енн Агар виставляє на продаж маєтки та замок Генрі Агара, а також його стада овець, коней та корів. Енн Агар вдруге одружилась з Джорджем Данбаром з графства Фермана 20 січня 1753 року. Вона померла 14 квітня 1765 року і була похована в Соборі Христа.
- 1816—1819 роки — Генрі Агар — ІІ віконт Кліфден перебудував замок за проектом Вільяма Робертсона.
- 1839 рік — замок і маєток Говран показані на картах Ірландії.
- 1840 рік — у замку Говран був заснований клуб крикету.
- 1876 рік — Генрі Джордж Агар-Елліс, IV віконт Кліфден, (Генрі Джордж був сином Генрі Агар-Елліса, ІІІ віконта Кліфден, правнуком Генрі Веллбора Агар-Елліс — ІІ віконт Кліфден) володів замком Говран та 35 288 акрами землі навколо нього.
- 1900 рік — маєток Говран отримаує додатково 1000 акрів землі.
- 1953 рік — міністр земель Ірландії Томас Дерріг ставить питання в парламенті Ірландії (Dail Eireann) щодо правомірності рішень земельної комісії відносно маєтку Говран.
- 1957 рік — замок Говран та земля навколо нього продані Джеймсу і Мері Моран. Родина Моран жила в замку до 1998 року.
- 1998 рік — замок та землі навколо нього були виставлені на продаж. Замок придбала компанія «Тараджан Лтд.» якою володів Алістер Джексон.
- 1999 рік — рада графства Кілкенні заборонила проводити будівництво на території замку.
- 2010 рік — у замку сталася пожежа
- 2013—2014 рік — реставраційні роботи